# José Ángel
José Ángel Carmona, né le 29 janvier 2002 à El Viso del Alcor, est un footballeur espagnol qui évolue au poste de défenseur central ou d'arrière droit au Séville FC.

## Biographie

### Carrière en club
Né à El Viso del Alcor, dans la province de Séville en Andalousie,, Carmona rejoint le centre de formation du Sevilla FC dès l'âge de 7 ans. Passé par toutes les catégories de jeunes du club, il est inclus dans l'équipe réserve dès l'automne 2020, jouant cette saison en Segunda División B.
Intégré à l'équipe première lors des matchs amicaux de l'été 2021, au cours de laquelle il prolonge également son contrat, il fait ses débuts en équipe première le 13 mars 2022, remplaçant Marcos Acuña lors d'un match nul 1–1 à l'extérieur en Liga, contre le Rayo Vallecano,.
S'illustrant lors des matchs de pré-saison à l'été suivant, il est systématiquement inclus dans le groupe professionnel par Julen Lopetegui au début de la saison 2022-23, entrant notamment en jeu face au Barcelone de Lewandoswki, avant de se voir titularisé contre le Manchester City de Haaland et De Bruyne.
Si l'équipe de Séville, en difficulté sportive, enchaine les défaites contre les deux cadors européens, José Ángel se montre néanmoins à son avantage, particulièrement lors de ses débuts en Ligue des champions contre City le 6 septembre 2022, jouant la totalité du match, formant une très jeune charnière au côté de Tanguy Nianzou, dans ce qui marque l'entrée de Séville dans la compétition continentale, à domicile,.
Il enchaine avec une première titularisation en Liga contre l'Espanyol à Barcelone, brillant cette fois au poste d'arrière droit : à la passe décisive sur le premier but d'Erik Lamela, il marque ensuite un doublé, offrant aux sévillans leur première victoire de la saison sur le score de 2-3, malgré dix dernières minutes passées à un de moins, à la suite de l'exclusion de Lamela,,.

### Carrière en sélection
Carmona est sélectionné en équipe d'Espagne des moins de 19 ans pour la première fois par Santi Denia en février 2021, pour la préparation d'un championnat d'Europe (en) qui sera finalement annulé à cause du covid,,.

## Style de jeu
Défenseur polyvalent, capable de jouer autant en défense centrale que sur le côté droit, il est décrit comme un joueur rapide et agressif, mais se démarquant aussi par sa conduite du ballon dans les grands et petits espaces.

## Statistiques
| Saison                | Club                  | Championnat           | Championnat | Championnat | Championnat | Coupe(s) nationale(s) | Coupe(s) nationale(s) | Coupe(s) nationale(s) | Compétition(s) continentale(s) | Compétition(s) continentale(s) | Compétition(s) continentale(s) | Compétition(s) continentale(s) | Total | Total | Total |
| Saison                | Club                  | Division              | M.          | B.          | P.d.        | M.                    | B.                    | P.d.                  | Comp.                          | M.                             | B.                             | P.d.                           | M.    | B.    | P.d.  |
| 2021-2022             | FC Séville            | Liga                  | 1           | 0           | 0           | -                     | -                     | -                     | C1+C3                          | 0+1                            | 0+0                            | 0+0                            | 2     | 0     | 0     |
| 2022-2023             | FC Séville            | Liga                  | 10          | 2           | 1           | -                     | -                     | -                     | C1                             | 5                              | 0                              | 0                              | 15    | 2     | 1     |
| Sous-total            | Sous-total            | Sous-total            | 11          | 2           | 1           | 0                     | 0                     | 0                     | -                              | 6                              | 0                              | 0                              | 17    | 2     | 1     |
| 2022-2023             | Elche CF (prêt)       | La Liga               | -           | -           | -           | -                     | -                     | -                     | -                              | -                              | -                              | -                              | 0     | 0     | 0     |
| Sous-total            | Sous-total            | Sous-total            | 0           | 0           | 0           | 0                     | 0                     | 0                     | -                              | 0                              | 0                              | 0                              | 0     | 0     | 0     |
| Total sur la carrière | Total sur la carrière | Total sur la carrière | 11          | 2           | 1           | 0                     | 0                     | 0                     | -                              | 6                              | 0                              | 0                              | 17    | 2     | 1     |